# フランシスコ・ソラーノ・ロペス
フランシスコ・ソラーノ・ロペス・カリージョ（Francisco Solano López Carrillo、1826年7月24日 - 1870年3月1日）は、パラグアイの政治家。初代大統領カルロス・アントニオ・ロペスの長男で、1862年に父の死を受けて第2代大統領に就任した。

## 略歴
早い段階で父から後継者として認められていたようで、1853年には全権大使として1年半をかけてイギリス、イタリア、フランスなどの西欧諸国を歴訪している。特に強い影響を受けたのはフランス第二帝政と皇帝ナポレオン3世であったようである。祖国に帰ってパラグアイ軍の責任者になると、早速軍服をフランス第二帝政と同じものに変更し、ナポレオン3世の王冠のレプリカを作らせている。また、この歴訪中にパリでアイルランド人の高級娼婦（クルチザンヌ）であったエリサ・リンチを見初め、彼女を伴って帰国している。
父の残した強力な軍隊を使って1864年からパラグアイと似たような立場にあったウルグアイの中立を巡って三国同盟戦争を引き起こしたが、事前に約束していたアルゼンチン連邦派の指導者フスト・ホセ・デ・ウルキーサの支援が得られず、また、ウルグアイでコロラド党がブラジル軍の支援を受けてブランコ党との内戦に勝利し、親ブラジル派政府が成立したため、当初のアルゼンチン、ウルグアイの協力の下でブラジル帝国と戦うという構想は崩れ、ブラジル、アルゼンチン、ウルグアイの三国同盟を敵に回して戦うことになってしまった。
アルゼンチンのバルトロメ・ミトレ大統領が3か月で終わると豪語した戦争は5年以上続き、ソラーノ・ロペスは国民を率いて最後まで勇敢に戦ったが、ブラジル軍の追撃を受け、1870年にセロ・コラーの戦いで戦死した。
三国同盟戦争で国土を破壊しつくされ、人口の半分以上が戦死したパラグアイは酸鼻を極めたが、1926年にパラグアイ議会で祖国を防衛した英雄として最初にロペスの名誉回復がなされた。その後、1936年にクーデターで政権を握ったチャコ戦争の英雄ラファエル・フランコ大佐からも名誉回復がなされ、現在はマリスカル・ロペス（ロペス元帥）と呼ばれて広く国民から尊敬されている。

## 脚註